# Јабланица (Бољевац)
Јабланица је насеље у Србији у општини Бољевац у Зајечарском округу које налази се на 4 km од магистралног пута Параћин-Зајечар, а 14 km од општинског центра Бољевац. Атар села простире се на површини од 3901 хектара од којих је 1375 хектара обрадиве површине. Према попису из 2022. било је 184 становника (према попису из 1991. било је 541 становника). У његовој близини налази се манастир Епархије тимочке Српске православне цркве Крепичевац.

## Демографија
У насељу Јабланица живи 392 пунолетна становника, а просечна старост становништва износи 53,4 година (52,4 код мушкараца и 54,4 код жена). У насељу има 167 домаћинстава, а просечан број чланова по домаћинству је 2,60.
Ово насеље је великим делом насељено Србима (према попису из 2002. године), а у последња три пописа, примећен је пад у броју становника.
|  |

| Демографија | Демографија | Демографија |
| Година      | Становника  | Становника  |
| ----------- | ----------- | ----------- |
| 1948.       | 1.164       |             |
| 1953.       | 1.161       |             |
| 1961.       | 1.086       |             |
| 1971.       | 900         |             |
| 1981.       | 750         |             |
| 1991.       | 541         | 532         |
| 2002.       | 435         | 457         |

| Етнички састав према попису из 2002.‍ | Етнички састав према попису из 2002.‍ | Етнички састав према попису из 2002.‍ | Етнички састав према попису из 2002.‍ | Етнички састав према попису из 2002.‍ |
| ------------------------------------ | ------------------------------------ | ------------------------------------ | ------------------------------------ | ------------------------------------ |
|                                      |                                      |                                      |                                      |                                      |
| Срби                                 | Срби                                 |                                      | 429                                  | 98,62%                               |
| Немци                                | Немци                                |                                      | 1                                    | 0,22%                                |
| Муслимани                            | Муслимани                            |                                      | 1                                    | 0,22%                                |
| Македонци                            | Македонци                            |                                      | 1                                    | 0,22%                                |
| Албанци                              | Албанци                              |                                      | 1                                    | 0,22%                                |
| непознато                            | непознато                            |                                      | 0                                    | 0,0%                                 |

| \| \| м \| \| \| ж \| \| ? \| 0 \| \| \| 3 \| \| 80+ \| 9 \| \| \| 18 \| \| 75—79 \| 27 \| \| \| 18 \| \| 70—74 \| 26 \| \| \| 29 \| \| 65—69 \| 25 \| \| \| 30 \| \| 60—64 \| 11 \| \| \| 21 \| \| 55—59 \| 9 \| \| \| 15 \| \| 50—54 \| 17 \| \| \| 18 \| \| 45—49 \| 14 \| \| \| 11 \| \| 40—44 \| 9 \| \| \| 9 \| \| 35—39 \| 8 \| \| \| 4 \| \| 30—34 \| 14 \| \| \| 7 \| \| 25—29 \| 10 \| \| \| 8 \| \| 20—24 \| 9 \| \| \| 8 \| \| 15—19 \| 5 \| \| \| 3 \| \| 10—14 \| 8 \| \| \| 6 \| \| 5—9 \| 5 \| \| \| 9 \| \| 0—4 \| 4 \| \| \| 8 \| \| Просек : \| 52,4 \| \| \| 54,4 \| |      |  |  |      |
| |      |  |  |      |
| | м    |  |  | ж    |
| ? | 0    |  |  | 3    |
| 80+ | 9    |  |  | 18   |
| 75—79 | 27   |  |  | 18   |
| 70—74 | 26   |  |  | 29   |
| 65—69 | 25   |  |  | 30   |
| 60—64 | 11   |  |  | 21   |
| 55—59 | 9    |  |  | 15   |
| 50—54 | 17   |  |  | 18   |
| 45—49 | 14   |  |  | 11   |
| 40—44 | 9    |  |  | 9    |
| 35—39 | 8    |  |  | 4    |
| 30—34 | 14   |  |  | 7    |
| 25—29 | 10   |  |  | 8    |
| 20—24 | 9    |  |  | 8    |
| 15—19 | 5    |  |  | 3    |
| 10—14 | 8    |  |  | 6    |
| 5—9 | 5    |  |  | 9    |
| 0—4 | 4    |  |  | 8    |
| Просек : | 52,4 |  |  | 54,4 |

| Година пописа     | 1948. | 1953. | 1961. | 1971. | 1981. | 1991. | 2002. |
| ----------------- | ----- | ----- | ----- | ----- | ----- | ----- | ----- |
| Број домаћинстава | 255   | 247   | 244   | 232   | 214   | 180   | 167   |

| Број чланова      | 1  | 2  | 3  | 4  | 5  | 6 | 7 | 8 | 9 | 10 и више | Просек |
| ----------------- | -- | -- | -- | -- | -- | - | - | - | - | --------- | ------ |
| Број домаћинстава | 51 | 53 | 23 | 15 | 11 | 5 | 8 | 1 | 0 | 0         | 2,60   |

| Пол    | Укупно | Неожењен/Неудата | Ожењен/Удата | Удовац/Удовица | Разведен/Разведена | Непознато |
| ------ | ------ | ---------------- | ------------ | -------------- | ------------------ | --------- |
| Мушки  | 193    | 37               | 122          | 19             | 15                 | 0         |
| Женски | 202    | 10               | 120          | 62             | 10                 | 0         |
| УКУПНО | 395    | 47               | 242          | 81             | 25                 | 0         |

| Пол    | Укупно                    | Пољопривреда, лов и шумарство | Рибарство                            | Вађење руде и камена | Прерађивачка индустрија       |
| ------ | ------------------------- | ----------------------------- | ------------------------------------ | -------------------- | ----------------------------- |
| Мушки  | 88                        | 61                            | 2                                    | 1                    | 9                             |
| Женски | 51                        | 40                            | 0                                    | 0                    | 5                             |
| Укупно | 139                       | 101                           | 2                                    | 1                    | 14                            |
|        |                           |                               |                                      |                      |                               |
| Пол    | Производња и снабдевање   | Грађевинарство                | Трговина                             | Хотели и ресторани   | Саобраћај, складиштење и везе |
| Мушки  | 0                         | 1                             | 3                                    | 1                    | 4                             |
| Женски | 0                         | 0                             | 1                                    | 0                    | 0                             |
| Укупно | 0                         | 1                             | 4                                    | 1                    | 4                             |
|        |                           |                               |                                      |                      |                               |
| Пол    | Финансијско посредовање   | Некретнине                    | Државна управа и одбрана             | Образовање           | Здравствени и социјални рад   |
| Мушки  | 0                         | 1                             | 3                                    | 1                    | 1                             |
| Женски | 0                         | 0                             | 1                                    | 2                    | 2                             |
| Укупно | 0                         | 1                             | 4                                    | 3                    | 3                             |
|        |                           |                               |                                      |                      |                               |
| Пол    | Остале услужне активности | Приватна домаћинства          | Екстериторијалне организације и тела | Непознато            | Непознато                     |
| Мушки  | 0                         | 0                             | 0                                    | 0                    | 0                             |
| Женски | 0                         | 0                             | 0                                    | 0                    | 0                             |
| Укупно | 0                         | 0                             | 0                                    | 0                    | 0                             |

## Историја
Село Јабланица подигли су досељеници Срба са Косова у подножју планинских масива Јужног Кучаја, на обали Црног Тимока крај токова Радованске реке.
Главе породице досељеника биле су два стасита брата. Један од њих је звао се Јаблан по коме је село добило име који и данас носи.
Према легенди, село Јабланица добило је име по многим Јабланима у атару села којих више нема.

## О селу
У Јабланици тренутно живи око 120 домаћинстава са 320 становника. Од тог броја, 150 су пензионери.
Домаћинства се баве пољопривредом. Највише се гаји кукуруз и пшеница. Повртарство и воћарство је мање заступљено. Некада је сточарство било веома је развијено али је сада у константном опадању. Кроз атар села протичу четири реке па постоје услови за природно наводњавање где мештани преграђивањем наводе воду на својим њивама.
Село се снабдева пијаћом водом са извора Грозничевац који је удаљен око 3 km. У самом селу постоји и више природних извора.

## Значајни објекти
У селу постоји Дом културе, Основна школа саграђена је 1870. године, здравствена амбуланта, ветеринарски пункт, зграда бивше задруге основане 1899. године, манастир Крепичевац који потиче из 16. века и остаци цркве Градиште.
Зграда Основна школа од 15. маја 1980. године под заштитом је Закона јер представља културно добро прве категорије.
Манастир Крепичевац налази се северно од села Јабланице у пределу Радованске реке и од села је удаљен 7 km. Слава манастира је 28. августа, Велика Госпојина када велики број људи посећује ову светињу.
Дан месне заједнице Јабланице је 12. јула на Петровдан.
Положај села дозволио је мештанима изградњу воденица,вуновлачара и стругара на води. У селу постоји изграђени рибњак на Радованској реци. Постоји и могућност изградње хидроцентрале.

## Туризам
Реке су богате пастрмком и другом речном рибом па се пружа могућност спортског риболова љубитељима овог спорта.
Поднебље овог краја је такво да омогућава размножавање великог броја дивљачи. Најзаступљеније су дивље свиње,јеленска и срнећа дивљач. У селу постоји Ловачка секција која ради у склопу Ловачког удружења Бољевац. Ловачко удружење Архивирано на веб-сајту  (30. јул 2017)
Постоји могућност организовања ловног и сеоског туризма.

## Културни живот
Фолклорна секција броји око 40 чланова разних узраста који постижу завидне резултате на такмичењима како у нашој земљи тако и у иностранству.
Фудбалски Клуб „Полет” постоји већ 60 година. Такмиче се у општинској лиги фудбала.
Такође постоји и стрељачко удружење које има дугу традицију и преноси се на млађе генерације.